# Provaljenik
Provaljenik (en serbe cyrillique : Проваљеник) est un village de Serbie situé dans la municipalité de Babušnica, district de Pirot. Au recensement de 2011, il comptait 152 habitants.

## Démographie
| 1948 | 1953 | 1961 | 1971 | 1981 | 1991 | 2002 | 2011 |
| ---- | ---- | ---- | ---- | ---- | ---- | ---- | ---- |
| 502  | 497  | 434  | 385  | 306  | 282  | 202  | 152  |

|  |